# Michael Gira
Michael Rolfe Gira (* 19. února 1954 Los Angeles, USA) je zpěvák, skladatel, básník, spisovatel, textař, ale především zakladatel a duchovní otec americké skupiny Swans. V současné době vede projekt Angels Of Light.
Narodil se v Los Angeles, kde se v teenagerských letech podílel na vzniku punkové scény. Působil v kapelách Little Cripples a Strict IDS. Po přestěhování se do New Yorku po několika pokusech v rámci hnutí no wave založil skupinu Swans, která se stala realizací jeho přání vytvářet strohou, „na kost“ jdoucí hudbu. V roce 1983 skupina vydala své první album Filth. Většina Girových textů je existencialistických, padajících až do nihilismu, pohrdání sama sebou a světem, který jej obklopuje. Ústředními tématy jsou peníze, náboženství a sex.

## Swans
Po albech Cop, Greed, Holy Money, Children Of God, živém albu Public Castration Is A Good Idea a Feel Good Now (kompilace živých nahrávek z evropského turné, včetně Československa (dva, komunistickému režimu utajené koncerty v Praze a Brně)) však poměrně rychle dochází ke změně. Aranžmá nesou patrný vliv popu, ale vnitřní duch skladeb zůstává, i když skryt pod povrchem. Po jediném albu, The Burning World, nahraném pod hlavičkou tzv. major labelu (Uni Records) zakládá Michael Gira společnost Young God Records, pod jejíž hlavičkou v prakticky stejný čas vydává alba projektu World Of Skin, který měl být jakousi odpovědí na pokus o komerční desku. Po založení vlastní nahrávací společnosti vydává Gira v rychlém sledu další dvě alba Swans – Love Of Live a White Light From the Mouth of Infinity.
V roce 1995 vydávají Swans album Great Annihilator a Gira ve stejný čas nastupuje cestu sólových projektů (deska Drainland, projekty „Body Lovers“). V roce 1996 spatřila světlo světa poslední nahrávka Swans, ambiciózní dvojalbum Soundtracks for the Blind a o rok později Gira kapelu z uměleckých důvodů rozpouští.

## Angels Of Light
Ihned po rozpadu Swans Gira zakládá kapelu Angels Of Light, která je ovšem technicky vzato pokračováním Girovy sólové dráhy, neboť zakladatel je zároveň jediným stálým členem. V Angels Of Light Gira dále rozvíjí trend přechodu k melodickému písničkaření. Na rozdíl od předchozí skupiny si v AOL zakládá na používání živých a často exotických nástrojů, takže výsledný produkt je často na pomezí folku, alternativy a world music. V posledních letech si Gira oblíbil alternativně folkrockovou skupinu Akron/Family, kterým nejenže vydává alba ve svém nakladatelství, ale využívá je i jako doprovodnou kapelu na turné (do Prahy zavítali 11.10.2005) a k nahrávání vlastních alb (Akron/Family & Angels Of Light (2005), We Are Him (2007)). Na posledním počinu z roku 2007 však Gira nebyl s výsledným zvukem příliš spokojen a tak opět, jako v začátcích Angels Of Light, přizval k nahrávání řadu dalších hostů.

## Diskografie (mimo Swans)
- Drainland, (1995)

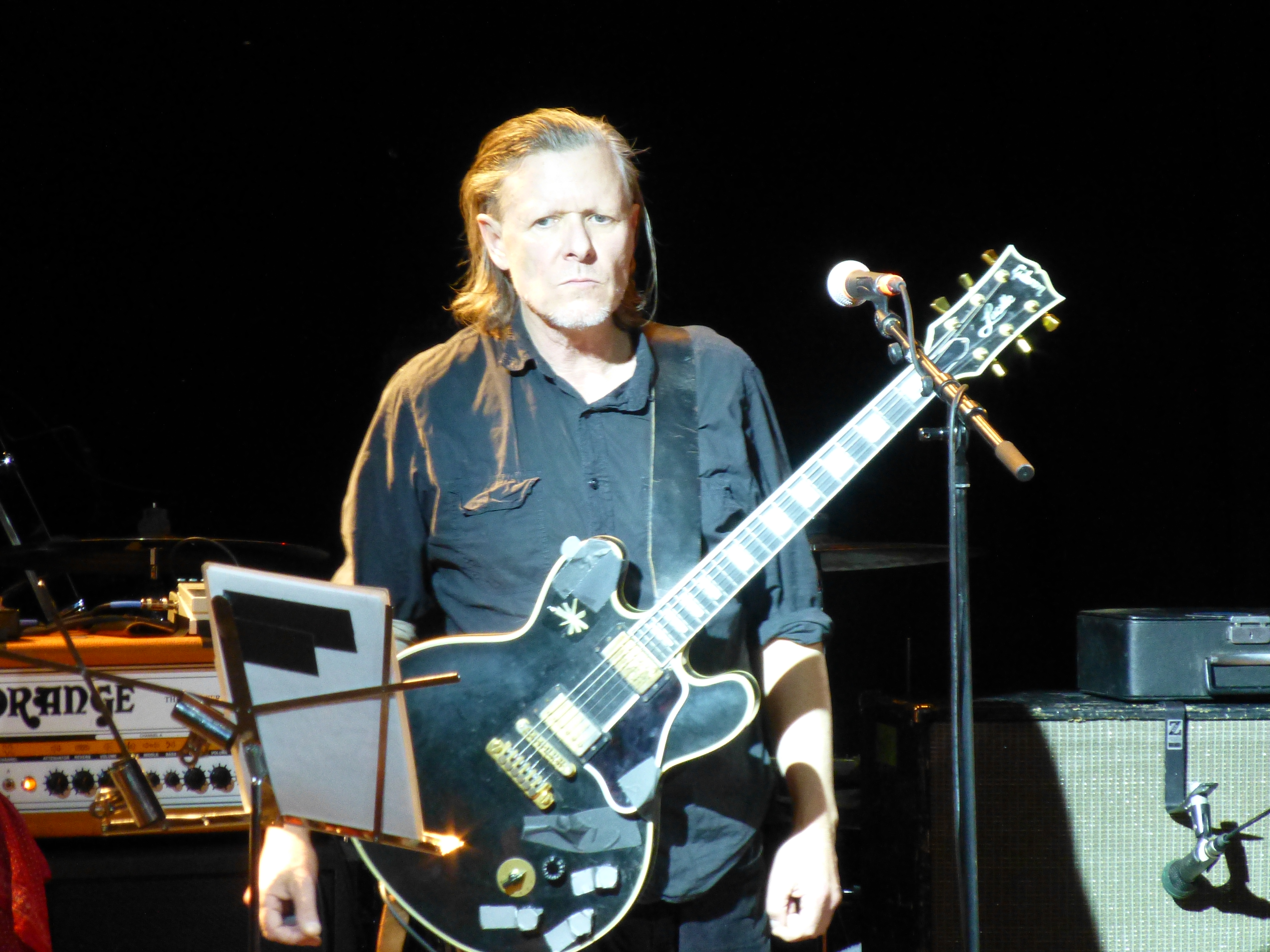
Michael Gira v roce 2013

- Body Lovers: Number One Of Three (1998)
- Body Haters (1998)
- Angels Of Light: New Mother (1999)
- The Somniloquist (2000)
- Angels Of Light: How I Loved You (2001)
- Solo Recording At Home (2001)
- What We Did (2002)
- Angels of Light: Everything Is Good (2003)
- Angels of Light: Sing Other People (2005)
- I Am Singing To You From My Room (2004)
- Akron/Family & Angels Of Light (2005)
- Angels of Light: We Are Him (2007)

## Knihy
- The Consumer (Konzument) – do češtiny přeložila v roce 2002 Martina Sanollová